# Hiệp sĩ của Đức tin
Hiệp sĩ của Đức tin là một cá nhân đã đặt trọn niềm tin vào bản thân mình và Chúa trời, và có thể hành động một cách tự do và độc lập so với thế giới bên ngoài. Nhà triết học người Đan Mạch ở thế kỉ 19 Søren Kierkegaard đã thảo luận mang tính tưởng tượng về Hiệp sĩ của Đức tin trong nhiều tác phẩm mang bút danh của ông, với những phân tích chi tiết và sâu sắc nhất thể hiện cụ thể trong tác phẩm "Fear and Trembling" và "Repetition".

## Tổng quan
Johannes de Silentio, một bút danh mà Søren Kierkegaard sử dụng trong tác phẩm "Fear and Trembling", tranh luận rằng Hiệp sĩ của Đức tin là một nghịch lý, là một cá nhân, không là gì khác ngoài một cá nhân, không có sự liên hệ hay sự giả tạo. Hiệp sĩ của Đức tin là một cá nhân có thể chấp nhận một cách uyển chuyển cuộc sống: Kierkegaard đề cập đến điều này trong tác phẩm "Either/Or", "Khi xung quanh một người mọi thứ đã trở nên im lặng, trang nghiêm như một màn đêm trong trẻo và đầy ánh sao, khi tâm hồn trở nên cô độc trong toàn bộ thế giới, sau đó trước khi một người xuất hiện ở đó, không phải một người xuất chúng, nhưng nguồn năng lượng bất diệt bên trong nó, sau đó cổng Thiên đường mở ra, và "cái tôi" lựa chọn chính bản thân nó hay, chính xác hơn, nhận ra chính nó. Vì vậy cá nhân nhận được sự vinh dự dành cho một hiệp sĩ cái mà được phong tặng mãi mãi." "Hiệp sĩ của niềm tin là người duy nhất hạnh phúc, người thừa kế sự hữu hạn trong khi Hiệp sĩ của sự nhẫn nhục là một người lạ và một quái nhân."
Johannes de Silentio, Fear and Trembling, 1843

## 3 giai đoạn
Kierkegaard nhận thấy 3 cấp độ của một sự tồn tại của cá nhân: yêu cái đẹp, yêu đạo đức và yêu tôn giáo. Trong tác phẩm "Fear and Trembling", Silentio ám chỉ các cá nhân trong từng giai đoạn lần lượt là con người cá nhân, con người công dân và con người tôn giáo. Mỗi cấp độ tồn tại này bao bọc cấp độ trên nó: một con người đạo đức hay một con người sùng đạo vẫn có thể tận hưởng cái đẹp trong cuộc sống. Abraham biết cách để cân bằng các mối quan hệ gia đình hữu hạn với mối quan hệ vô hạn của Chúa trời. Ông buộc phải vượt qua nỗi sợ có sự lo âu về việc mất một cái gì đó. Mỗi một cá nhân trải nghiệm sự lo âu ở một mức độ khác nhau và nỗi sợ về sự lo âu theo cách của riêng mình.

## Hiệp sĩ của Đức tin và Hiệp sĩ của sự nhẫn nhục vô hạn
Silentio của Kierkegaard so sánh Hiệp sĩ của Đức tin với hai hình tượng khác, Hiệp sĩ của lòng nhẫn nhục vô hạn và "Những nô lệ" của cái đẹp. Kierkegaard sử dụng câu chuyện của một công chúa và một người đàn ông yêu cô mãnh liệt, nhưng điều ngang trái là anh ta sẽ không bao giờ nhận ra tình yêu này trong thế giới mà họ đang sống. Một người yêu cái đẹp sẽ từ bỏ tình yêu này, sẽ gào khóc rằng, ví dụ, "Tình yêu này thực sự ngu xuẩn. Một người phụ nữ góa chồng của một gia đình sản xuất bia giàu có thì vừa tốt vừa đáng kính trọng". Một người tôn sùng đạo đức sẽ không từ bỏ tình yêu này mà sẽ chịu đựng một sự thật đau đớn rằng họ sẽ không thể nào sống bên nhau trong thế giới này. Hiệp sĩ của sự vô hạn có lẽ tin hoặc không tin họ có thể được ở gần nhau trong kiếp sau hay trong thế giới của các linh hồn, nhưng điều quan trọng nhất là Hiệp sĩ của sự vô hạn sẽ từ bỏ niềm tin rằng họ sẽ được sống bên nhau trong thế giới này, trong kiếp này.
Hiệp sĩ của Đức tin cũng cảm thấy những gì mà Hiệp sĩ của lòng nhẫn nhục vô hạn cảm thấy ngoại trừ việc Hiệp sĩ của Đức tin tin chắc rằng trong thế giới này, trong kiếp này, anh sẽ được sống với người mình yêu. Hiệp sĩ của Đức tin sẽ nói. "Tuy nhiên, Tôi tin tưởng rằng tôi nên ở bên cạnh cô ấy, như, cái mà là, một sự vô lý, và như một thực tế rằng với Chúa trời mọi điều là có thể". Hai hành động đôi này là một nghịch lý vì một mặt xét về cách nhìn nhận của con người thì họ không thể bên nhau nhưng mặt khác Hiệp sĩ của Đức tin sẵn sàng tin rằng họ vẫn ở bên nhau trong cái nhìn của thần thánh.

## Abraham and Isaac

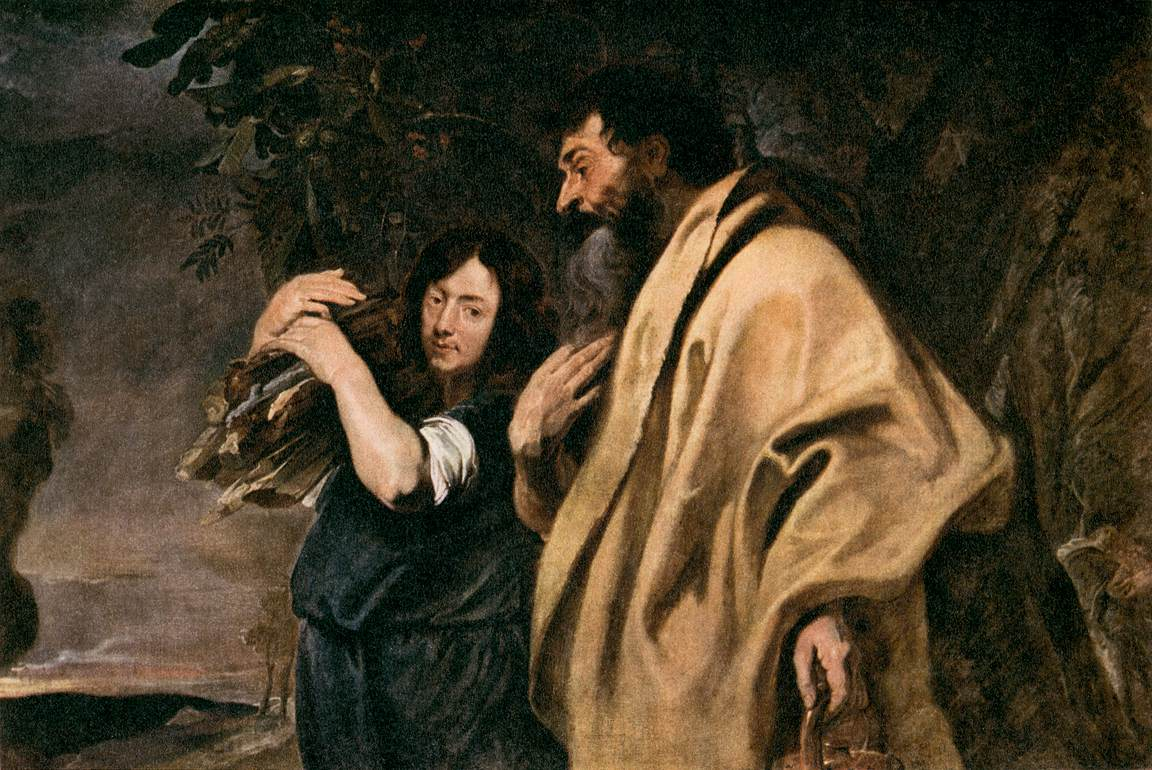
Abraham và Isaac vẽ bởi Anthony van Dyck

Johannes de Silentio tin rằng áp-ra-Ham là một trong những hiệp sĩ của đức tin. Trong cuốn Sách của Genesis, Chúa đã nói với Abraham rằng Abraham nên hy sinh đứa con của ông là Isaac. Abraham vô cùng yêu quý đứa con của mình, nhưng dù cho gặp phải tình cảnh éo le, Abraham tuân theo mệnh lệnh mà không oán trách. Trước khi Abraham quyết định thực hiện hành động khó khăn này, một Thiên thần đã dừng Abraham và ngợi khen ông và con trai cũng như lòng tin kiên định của ông. Trong một hành động nghịch lý tương tự về việc sẵn sàng thực hiện một hành động sát nhân, tức là giết chính con trai của mình, Abraham tin rằng, thông qua một thực tế vô lý, ông vẫn có một đứa con trai hiện hữu và sống mạnh khỏe. Abraham sẵn sàng liều lĩnh mọi thứ vì Chúa. Ông sẵn sàng hành động và bởi hành động của mình ông nhận lại niềm hạnh phúc bất tận và cao quý.

Nhưng Abraham đã hành động "như thế nào"? Ông đi bộ từng bước một với niềm tin vào Chúa trời trong suốt 3 ngày liền. Đó là một ví dụ của việc luôn giữ một niềm tin về cuộc sống tốt đẹp khi mà bất kì một nhà đạo đức nào cũng có thể nói rằng nó lẽ ra đã chết khi ông ròi khỏi nhà. Chuyện gì sẽ xảy ra đối với hy vọng của ông nếu ông nói với Sarah? Hay Isaac? Ông buộc phải tự biện giải cho mình nhưng ông không thể. Vì vậy ông mạo hiểm cho niềm tin những điều ông hiểu là điều tốt nhất. Ông vẫn kiên định với cách giải quyết của mình. 
Để có niềm tin trong những gì Chúa làm, cái mà nghĩa là nghĩ về những vinh quang có được khi có niềm tin và nghĩ về sự an bình và an ủi mà niềm tin có thể mang lại. Không phải tất cả. Thậm chí đối với mơ ước, với sự hứng thú hay sự hứng thú về một đối tượng, là rõ ràng hơn, là không có niềm tin, là không có hành động. Mối quan hệ của một cá nhân đối với việc suy nghĩ-hành động vẫn luôn chỉ là một khả năng mà anh ta có thể từ bỏ. Chúng ta không phản đối rằng có rất nhiều trường hợp sự chuyển đổi là không thể phát hiện được đối với cái ác, nhưng những trường hợp này phải được giải thích theo một cách đặc biệt. Điều này là vì thực tế rằng mỗi cá nhân đều như vậy trong thói quen, cái mà bởi những thực hiện việc chuyển đổi thường xuyên từ suy nghĩ đến hành động, một cá nhân đánh mất đánh mất năng lực cho nó trong sự nô lệ của thói quen, điều mà ngày càng hủy hoại anh ta nhanh hơn. Concluding Unscientific Postscript, Hong p. 339-340

Nếu tôi, người hành động, thật sự tìm đến sự mạo hiểm và thật sự mong muốn đạt đến đức hạnh tối cao, thì điều đó thật không chắc chắn và, nếu tôi có thể thực hiện nó theo cách này, tôi buộc phải có một lý do để hành động. Nhưng lý do hợp lý nhất để tôi hành động, với lý do đủ cho biểu hiện rõ ràng nhất của niềm đam mê vô tận, thì không đủ chắc chắn về kiến thức về một sự an lạc vĩnh cửu, hay việc chọn lựa nó là một sự điên rồ trong cách hiểu và nhìn nhận tương đối, bây giờ đã có một lý do, bây giờ bạn có thể mạo hiểm. Vì sự an lạc vĩnh cửu, như là điều tốt đẹp tối thượng, có một giá trị nhất định chỉ có thể được hiểu bằng cách nó được đạt tới, trong khi những điều tốt đẹp khác, cũng vì phương thức đạt đến một cách tình cờ hay trong mối quan hệ biện chứng, buộc phải được hiểu bởi chính yếu tố tốt đẹp của nó. Tiền, như một ví dụ, có thể có được bằng cách lao động và cũng có thể có được khi không cần lao động, mỗi trường hợp được thực hiện một cách khác nhau, nhưng giá trị của đồng tiền là không bị thay đổi. Kiến thức, cũng là một ví dụ, có thể đạt được rất khác nhau tùy theo năng lực của mỗi người cũng như yếu tố môi trường và vì vậy không thể được nhìn nhận bằng cách thức tiếp nhận. Nhưng không có cái gì được gọi là sự an lạc vĩnh cửu hơn là những điều tốt đẹp đạt được bằng cách liều lĩnh tột cùng mọi thứ. Bất kì sự mô tả về vinh quang của điều tốt này là một nỗ lực sẵn sàng, như nó là, để chiếm đoạt mọi thứ bằng cách dễ dàng nhất có thể, như một ví dụ, và một cách khó khăn hơn, cái mà chứng tỏ rằng sự mô tả không hoàn toàn mô tả điều tốt nhất mà là ham muốn làm điều tốt nhất và nói những gì cần thiết về những điều tốt đẹp khác. Liều lĩnh mọi thứ. Không có giai thoại nào nói về cách Peter trở nên giàu có nhờ lao động và Paul nhờ chơi xổ số còn Hans nhờ di sản thừa kế, Matthew nhờ cuộc cải cách tiền tệ, Christopher nhờ việc mua lại đồ nội thất của một nhà buôn đồ cũ. Nhưng theo một cách hiểu khác, trường hợp này thì rất dài, nói đúng hơn là dài nhất, vì sự liều lĩnh mọi thứ yêu cầu sự trong sáng của nhận thức, điều này đòi hỏi sự tiến triển một cách lâu dài. Đây chính là nhiệm vụ của tôn giáo. Concluding Unscientific Postscript, Hong p. 426-427

## Ai là Hiệp sĩ của Đức tin?

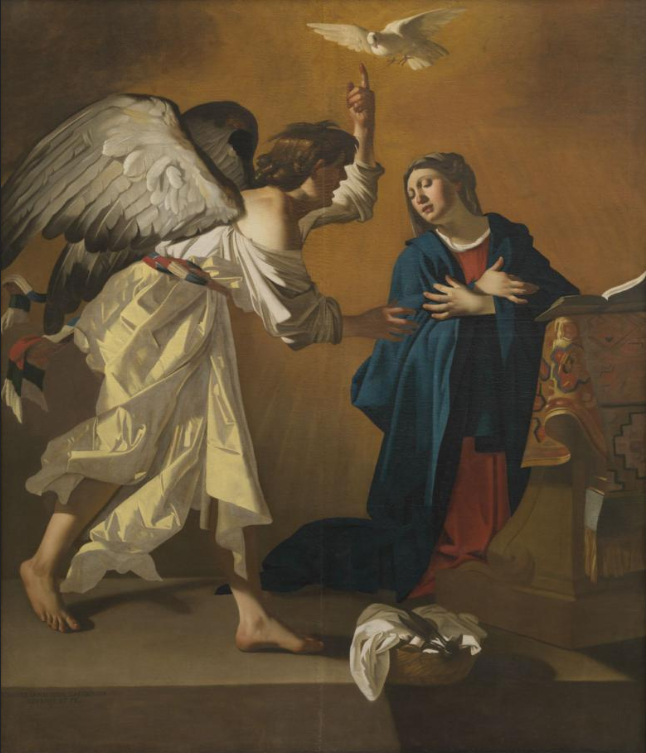
The Annunciation, củaJan Janssens

Theo quan điểm của Silentio, chỉ có hai người từng tồn tại là Hiệp sĩ của Đức tin: đức mẹ đồng Trinh Mary và Abraham. Ông cũng cho rằng Jesus cũng có thể là Hiệp sĩ của Đức tin. Silentio cũng thừa nhận rằng có thể có những hiệp sĩ của Đức tin khác ngoài kia nhưng chúng ta không biết đến họ hay chưa từng có một người nào. Đây là vì Hiệp sĩ của Đức tin sống một mình trong cô tịch. Tuy nhiên sau này, Kierkegaard có viết trong tác phẩm "Repetition". "Những người đàn ông trẻ đều từng trải qua thử thách như Job nhưng không ai trong số họ là Hiệp sĩ của Đức tin." Abraham không thực sự cô độc và không sống ẩn dật, ông chỉ thực sự cô độc trong 3 ngày phiền muộn, ông là một người đàn ông đã có vợ và con và Chúa cũng đã hứa cho ông nhiều hơn như vậy. Mary(Đức mẹ đồng trinh) chỉ đơn độc trong một thời gian ngắn với thiên thần nhưng sau đó Bà trở thành vợ và sau đó là làm mẹ.
Để đảm bảo, Mary làm cho đứa con buồn chán một cách tài tình, tuy nhiên Bà làm điều đó "theo bản năng của một người mẹ", và đây là khoảng thời gian đầy  lo lắng, đau khổ và nghịch lý. Nói đúng hơn, Thiên thần là một linh thần bảo hộ, nhưng anh ta không phải là người thích lo chuyện bao đồng. Anh ta đến gặp những cô gái trẻ khác tại Israel và nói: Đừng có khinh miệt Mary, cô ấy đang gặp phải những điều bất thường. Người Thiên thần chỉ đến bên cạnh Mary, và không một ai có thể hiểu cô ấy. Có bất kì người phụ nữ nào đã từng phá bỏ rào cản như Mary và liệu điều này có đúng không khi một người vừa được Chúa trời ban phước lành vừa bị Chúa nguyền rủa? Fear and Trembling p. 65 
Hiệp sĩ của Đức tin là một người đàn ông/phụ nữ của hành động(Xem tác phẩm "Eighteen Upbuilding Discourses" cho thể loại hành động này). Abraham trở thành Hiệp sĩ của Đức tin vì Ông sẵn sàng nâng lưỡi dao lên để hy sinh Issac. Mary là Hiệp sĩ của Đức tin vì Bà tình nguyện để có Jesus. Jesus trở thành Hiệp sĩ của Đức tin vì sẵn sàng chấp nhận bước lên thánh giá. Paul là Hiệp sĩ của Đức tin vì Ông chấp nhận(hay nói đúng hơn là quyết tâm) đến Jerusalem. Kierkegaard cũng cho rằng Diogenes là một Hiệp sĩ của Đức tin nhưng Ông không cần phải làm những kì công vĩ đại hay chinh phục vũ trụ để trở thành một Hiệp sĩ của Đức tin. Kierkegaard nhấn mạnh tính đảo lộn trong và ngoài trong cuốn sách đầu tiên của ông, tác phẩm "Either/Or". Ông có lẽ đã nghĩ rằng Mary và Joseph, Job, Abraham, Paul, Socrates, và Jesus tất cả đều hành động "hoàn toàn nội tâm" chứ không phải là thể hiện rõ ra bên ngoài. Tuy nhiên, Kierkegaard đã chỉ rõ những điểm khác biệt giữa Mary và những Hiệp sĩ Đức tin khác trong tác phẩm "The Book on Adler". Adler có những dằn vặt nội tâm nhưng lại không nghĩ rằng ông có bổn phận làm những gì mình nói mà nên nói toàn bộ nhà thờ thực hiện nó. Một hành động trong nội tâm là hoàn toàn khác biệt với hành động bên ngoài. Làm cách nào để một họa sĩ có thể vẽ được những diễn biến nội tâm? Làm sao để một diễn viên diễn tả nội tâm trên sân khấu? Làm thế nào để một người có thể nói cảm xúc của mình cho những người khác nghe

Kierkegaard nói rằng "Khi Eleatics từ chối di chuyển, Diogenes, như mọi người biết, luôn hành động như một kẻ chống đối. Nói đúng hơn, Ông luôn hành động, vì ông không nói bất kì lời nào mà chỉ đi qua đi lại một vài lần, từ đó có thể khẳng định rằng Ông đã hoàn toàn bác bỏ họ." Kierkegaard mô tả Diogenes tương tự trong tác phẩm "Philosophical Fragments" trong năm 1844. 
Khi Philip đe dọa bao vây thành phố của Corinth và tất cả cư dân hốt hoảng bước vào giai đoạn phòng thủ, một số mài bén vũ khí, một số tích trữ gạch, một số sửa sang lại các bức tường, Diogenes khi nhìn thấy tất cả những điều này vội vàng gấp lại áo choàng của mình và bắt đầu lăn cái bồn tắm của mình qua lại giữa các con phố một cách nhiệt tình. Khi được hỏi tại sao lại làm như vậy, ông trả lời ông mong được bận rộn như các cư dân khác, và việc lăn chiếc bồn tắm để giúp ông không trở thành một người lười nhác giữa các công dân cao quý của thành phố. Cách cư xử này là hoàn toàn mất trí, nếu như Aristotle nói đúng về chủ nghĩa ngụy biện như là một nghệ thuật làm tiền. Chúng ta chắc chắn không thể giải thích sự hiểu lầm, nó thật không thể tin được rằng Diogenes lẽ ra nên được tôn vinh như một vị cứu tinh và ân nhân của cả thành phố. Søren Kierkegaard, Philosophical Fragments, p. 5(Kierkegaard có thể đang trích dẫn Lucian of Samosata từ tác phẩm "The Way to Write History")

Kierkegaard có cùng một chủ đề trong các tác phẩm trước và sau này. "Những kì công anh hùng vĩ đại là những điểm nhấn của lịch sử nhưng không phải là vấn đề quan trọng trong cuộc sống hằng ngày. Mỗi cá nhân đều có thể làm nên những việc vĩ đại trong cuộc sống của mình. Mỗi chúng ta được sinh ra với những năng lực biến chúng ta trở thành những gì chúng ta muốn. "Đức tin có thể được hiểu và thực hiện một cách rất nhanh bởi những những con người đơn giản nhất mà các nền văn hóa phải khó khăn hơn mới có thể đạt được. Những điều tuyệt vời, đáng trân trọng, lòng từ bi: những điều cao cả nhất đều dành cho tất cả mọi người." Ông viết, 
Ông ấy tự xem mình phải có nhiệm vụ điều chỉnh, cố định, cân bằng, phấn khích, điều tiết để tạo ra sự quân bình trong tâm hồn, và sự điều hòa, một cảm giác ngọt lành trong đạo đức của mỗi người.... Một vài người có thể thống trị nhiều vùng đất và các quốc gia nhưng vẫn không phải là các anh hùng; một vài người khác thể hiện khí chất anh hùng của mình khi có thể tự kiềm chế cảm xúc của họ. Một vài người là anh hùng khi họ có dũng khí để làm những điều phi thường nhưng một số khác vẫn là anh hùng khi họ làm các việc rất bình thường trong cuộc sống hằng ngày. Điều cần quan tâm ở đây là họ đã làm điều đó như thế nào?.... Khi mà sự độc đáo xuất hiện và được duy trì bằng sự yêu thích, thì sẽ có sự tiếp nối và lặp lại, nhưng ngay khi sự độc đáo thiếu mất sự lặp lại, đó chính là thói quen. Một con người nồng nhiệt thật sự nghiêm túc từ sự độc đáo mà anh ta trở lại từ đó trong sự lặp lại. Chúng ta nói rằng một cuộc sống và cảm xúc nội tâm bảo tồn sự độc đáo này, nhưng cảm xúc bên trong là ngọn lửa có thể bị dập tắt ngay khi không còn sự nghiêm túc nữa. Søren Kierkegaard Either/Or Part II, Hong, p. 262, 298, Repetition p. 149. Khi một người khám phá ra rằng cuộc sống là đẹp, một vẻ đẹp huy hoàng của Đức tin mà không một ai có thể truyền tải cho người khác, và mỗi con người đều mang trong mình những điều cao quý nhất, thiêng liêng nhất trong mình. Nó nằm trong bản thân mỗi người, và mỗi người sẽ thấy nó nếu họ muốn thấy nó – nó là vẻ đẹp huy hoàng của Đức tin – chỉ có thể thấy bằng cách này. Vì vậy, nó là điều cái đẹp duy nhất vĩnh cửu, vì nó chỉ có thể xuất hiện khi đạt được và chỉ có thể đạt được bằng cách tiếp tục tạo ra nó.... Nguồn năng lượng của sức chịu đựng tự nhiên này có thể khác nhau ở mỗi cá nhân, nhưng ngay khi sự thỏa mãn không thể đạt được trong một thời gian dài thì nguồn năng lượng tự nhiên của anh ta dần trở nên tiêu hao và cạn kiệt, vì vậy và cũng vì lý do duy nhất này nó sẽ trở nên rõ ràng liệu một người đã sẵn sàng, và cũng bởi lý do này lòng kiên nhẫn của anh ta cũng trở nên minh bạch như mong đợi. ... Với tiếng cười hay nước mắt, một người sẽ thú nhận rằng niềm hy vọng vốn nằm trong sâu thẳm của mỗi người. Chỉ với niềm hy vọng chân thực, cái mà cần đến lòng kiên nhẫn, cũng tạo nên lòng kiên nhẫn. Nhưng niềm hy vọng chân thực là một điều liên quan mật thiết đến một người và không từ bỏ nó để tìm đến sự thỏa mãn. Vì vậy mỗi một con người có niềm hy vọng chân thực là một người của Đức Chúa trời. Mỗi người có một nguồn năng lượng để duy trì hy vọng của mình. Nếu nó là thực sự để có một cái gi đó trong cuộc sống, cái mà có hay có thể có năng lượng này trong một con người, cái mà nó giúp cho anh ta dần quên những thứ cao quý và thiêng liêng và làm cho anh ta trở thành một tên nô lệ phục vụ cho thế giới, cho hiện tại; Nếu mà nó thực sự là để thời gian có hay có thể giúp cho một người có được nguồn năng lượng này khi anh ta cần thêm thời gian và mỗi ngày trôi qua sẽ làm cho anh ta ngày càng xa cách với thần thánh, cho đến khi anh ta bị mắc kẹt trong công việc và thói quen hằng ngày, trở nên xa lạ với sự vĩnh cửu và bản chất nguyên thủy.  Giải quyết vấn đề này là sự thức tỉnh đối với vĩnh cửu. ... Mỗi "cá nhân" là một linh hồn riêng biệt, một sự thức tỉnh riêng biệt. Søren Kierkegaard, Eighteen Upbuilding Discourses (1843-1844) p. 14, 213-214, 220-221, 348 Søren Kierkegaard, Point of View p. 133 Lowrie. Lịch sử đã tạo nên một phần rất quan trọng đến nỗi mà nguồn gốc cơ bản của niềm tin trong mỗi cá nhân bị bỏ qua khi mà bàn luận về vấn đề đức tin. Niềm tin trở thành sự mơ hồ có thể xác định được thay vì một khái niệm tự do vô hạn định. ... Sự lặp lại hay cố gắng nhớ lại là cùng một hoạt động, ngoại trừ việc là theo những hướng đối nghịch nhau, vì những gì được cố nhớ lại, được lặp lại một cách ngược lại trong khi sự lặp lại chính là sự cố gắng nhớ lại. ... Sự chuyển đổi từ những điều có thể thành những điều thực sự là, như Aristotle đã từng trực tiếp nói, một hành động. Điều này không thể được nói hết trong những khái niệm trừu tượng hay được hiểu trong các khái niệm đó, vì khái niệm không thể tạo nên hành động trong không gian và thời gian, cái mà giả định nó hay cái mà nó giả định. Có một điểm dừng, một bước nhảy. The Concept of Anxiety, Nichol p. 62-63 Repetition p. 131-132, Concluding Postscript p. 341-342.

Kierkegaard luôn hướng mọi người theo tấm gương của Abraham. Ông luôn mong muốn những điều tốt đẹp thay vì nỗi lo sợ những điều xấu xa. Ông tin tưởng vào Chúa trời. Điều này cũng giống như các cá nhân buộc phải đưa ra những lựa chọn từ bỏ những điều hữu hạn và phát hiện ra rằng những điều hữu hạn đã trở thành những điều vô hạn có giá trị.
Abraham có niềm tin, và có niềm tin trong cuộc sống này. Thực tế, nếu niềm tin của ông chỉ dành cho cuộc sống, Ông chắc chắn sẽ dễ dàng từ bỏ mọi thứ để mà thoát khỏi một thế giới mà ông không thuộc về. Fear and Trembling p. 20

Kierkegaard sử dụng ví dụ đặc biệt về Đức tin này để giúp cho những người sợ phải từ bỏ một số thứ hay cần phải liều lĩnh mà không chắc sẽ nhận lại được gì. Abraham sẵn sàng liều lĩnh mọi thứ để vâng lời Chúa và Christ sẵn sàng liều lĩnh mọi thứ để dạy cho nhân loại về tình yêu thương. Cả hai người bọn họ đều không biết điều gì sẽ xảy ra với mình. Abraham học được cách để yêu thương Chúa nhưng ông có học được cách để yêu thương những người thân thuộc và chính bản thân mình không?
Nếu tôi lo lắng về một điều không may mắn trong quá khứ, thì đó là vì điều này có thể sẽ lặp lại một lần nữa chứ không phải vì nó đã từng xảy ra, có nghĩa là trong tương lai nó có thể xảy ra một lần nữa. Nếu tôi lo lắng về một sự xúc phạm trong quá khứ, thì nó là vì tôi đã không đặt nó trong một mối quan hệ đúng nghĩa trong quá khứ và có một thủ thuật để ngăn chặn nó diễn ra trong quá khứ. Nếu nó thực sự là một việc của quá khứ, thì tôi không thể lo lắng mà chỉ có thể hối hận. Nếu như tôi không hối hận thì tôi sẽ cho phép bản thân mình tạo cho mối quan hệ của tôi đối với những tác động qua lại của sự xúc phạm, và bởi điều này sự xúc phạm tự nó đã trở thành một cái gì có thể, không còn là một cái gì của quá khứ. Nếu tôi lo lắng về sự trừng phạt thì chỉ vì điều này nằm trong sự tác động qua lại với sự xúc phạm(Nếu không thì tôi sẽ chịu hình phạt), và vì vậy tôi lo lắng cho những điều có thể xảy ra trong tương lai. Từ đây, chúng ta sẽ nhắc lại những điều đã nói trong Chương I. Nỗi lo sợ là một hiện tượng tâm lý ban đầu của tội lỗi(sin). Nó rất gần với cảm giác tội lỗi(sin) nhưng không phải là cảm giác tội lỗi, điều mà chỉ xảy ra khi co bước nhảy vọt về chất(qualitative leap). Søren Kierkegaard, The Concept of Anxiety, Nichol p. 91-92

Jacques Maritain viết trong năm 1964, "Soren Kierkegaard sống cùng thời với Marx. Nhưng chỉ trong những năm đầu của thế kỉ 20 thì tên tuổi của ông mới bắt đầu nổi tiếng và sức ảnh hưởng của ông lan mạnh. Không một ai trong số hai nhà triết học có ý định trở thành một nhà triết học thực thụ, nhưng một người nghĩ mình là một nhà tư tưởng bình dân; Không phải là một nhà thần học hay một nhà tiên tri(bị ám ảnh bởi cảm xúc của ông về yêu cầu của kinh Gospel và bởi sự vô dụng của ông, ông thừa nhận một cách miễn cưỡng mình là một tín đồ Thiên Chúa giáo), nhưng là một loại tiên tri và Hiệp sĩ của Đức tin, và, vào những năm cuối đời, "một nhân chứng của chân lý" trong niềm hưng phấn của ông đứng lên chống lại các nhà thờ đương thời, nhà thơ của tôn giáo, như ông tự gọi mình, là một người phức tạp và khó hiểu đủ sức để thay thế vị trí của các nhà diễn giải lúc bấy giờ và chỉ ra những bất đồng giữa họ." Ông cũng tuyên bố rằng Theodor Haecker là một hiệp sĩ của đức tin.

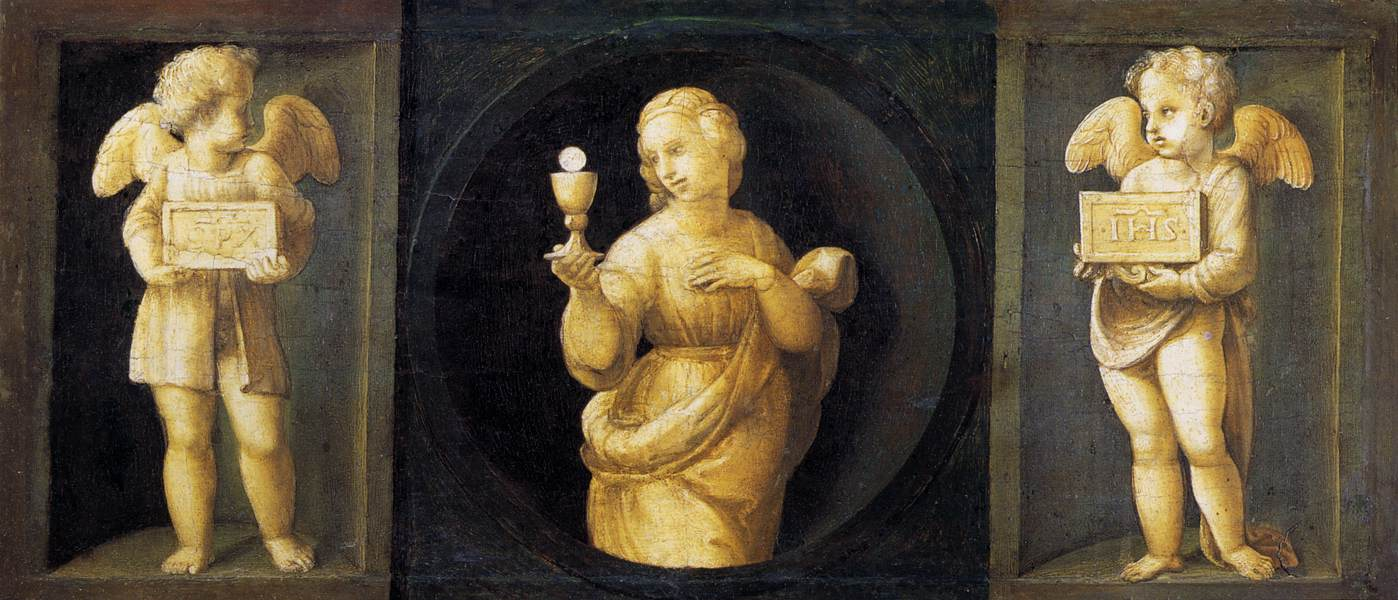
Thần học, đạo Đức của Raphael

Kierkegaard dùng tác phẩm của mình là "Fear and Trembling" để đưa ra một lời tuyên bố rằng "Abraham, Mary và một người thu thuế cũng là một Hiệp sĩ của Đức tin". Những người này chỉ là những con người bình thường vì vậy Đức tin không phải chỉ dành cho một thiểu số nào đó "được chọn", ông cho rằng, "Moses có thể tạo ra nước từ đá, nhưng ông không có Đức tin". ... Abraham là người được Chúa chọn lựa và chính Chúa đã tạo ra các thử thách." Ông nói rằng "Những nghệ sĩ tiến lên bằng cách thụt lùi lại" bằng cách viết về Đức tin của Abraham, Đức tin của Job, Đức tin của Paul và thậm chí Đức tin của Christ và bằng cách tạo ra những công trình tưởng tượng về các "anh hùng" của Đức tin, họ làm cho Thiên chúa giáo trở nên khó khăn hơn đối với những con người giản dị muốn trở thành tín đồ của Thiên chúa giáo. Tuy nhiên cùng lúc các nhà thờ thường biến Thiên chúa giáo thành một "môn khoa học". Đức tin chỉ có thể tự nó phát triển, nó không cần những người mong muốn có niềm tin kiểm chứng. Cuối cùng, nó sẽ được giải thích bằng những hành động bên ngoài hơn là những kiến thức bên trong của những người muốn trở thành tín đồ Thiên chúa giáo. Đức tin cao đẹp trở thành một điều không thể truyền lại trong cuộc sống hằng ngày. Chỉ những người đang sống mới có thể truyền tải Đức tin, sự hy vọng, lòng nhẫn nhục, tình yêu thương và sự tự chủ để giữ vững niềm tin bằng tất cả khả năng của mình dù cho có bất kì chuyện gì có thể xảy ra trong cuộc sống của họ. Một người có thể trở thành Hiệp sĩ của Đức tin khi dám hành động liều lĩnh. Đây là nhữn gì Abraham làm trong tác phẩm "Fear and Trembling" và người Thanh niên(The Young Man) thất bại trong tác phẩm "Repetition". Một người từng nói, tôi sẽ làm điều này vì con người trong tôi nói tôi nên làm và những người còn lại sẽ nói họ làm điều này vì những cái bên ngoài tác động vào họ. Kierkegaard phân biệt rõ ràng điều này trong tác phẩm "Either/Or.
Nếu một người muốn lột bỏ những sai lầm của con người để mà dẫn dắt họ đến với sự thật, thì như mọi khi bạn(hiện thân của điều tốt đẹp) là "người sãn sàng giúp đỡ bằng mọi cách". Trên tất cả bạn luôn cố gắng tìm ra những ảo tưởng để đập tan nó. Bạn nói rất hợp lý, với những kinh nghiệm này, đến nỗi mà những người không biết rõ về bạn sẽ nghĩ bạn là một người vững vàng. Nhưng chính bạn cũng không biết điều gì là đúng. Bạn dừng với việc phá hủy những ảo tưởng, và vì vậy bạn làm nó theo một hướng dễ hiểu, bạn thật sự đã bước vào một ảo tưởng mới mà một người có thể dừng việc này. Phải, bạn của tôi, bạn đang sống trong ảo tưởng và bạn không làm được gì trong cuộc sống. Ở đây tôi đã nói những từ khá xa lạ với bạn. Đạt được – "Vậy ai đang đạt được cái gì?" Điều đó chính xác là một trong những ảo tưởng nguy hiểm nhất. Tôi không để bản thân mình hoàn toàn bận rộn trong thế giới này. Tôi tự hài lòng với những điều tốt nhất mà tôi có thể làm và tôi hoàn toàn vui với những con người tự cho mình là đã đạt nhiều thành tựu, và một người tin như vậy không vui lắm sao? Tôi từ chối tự thiêu mình trong sự chứng tỏ phi lý như vậy". Søren Kierkegaard, Either/Or Part II, Hong, p. 78-79

## Tiểu sử
Kierkegaard được nuôi dưỡng với cha mẹ mà họ hoàn toàn đối lập nhau về cách nhìn trong Đức tin. Cha của ông đọc triết học và nghiên cứu nó với những người đứng đầu tại nhà thờ Đan Mạch trong khi mẹ của ông thậm chí không đọc về triết. Ông đã trải nghiệm về sự khủng hoảng về Đức tin rất sớm. Ông không thiên về thái cực nào của quan niệm về tội lỗi, những người tin rằng họ có tội vì Adam phạm tội vì vậy dù có làm gì cũng không thể xóa bỏ được nó và những người còn lại thì tin rằng mỗi tội lỗi cũng giống như việc đóng đinh Chúa trên thập tự giá và họ có quyền tự sát nếu họ quá căm ghét bản thân mình. Một bên thì nguy hiểm vì nghĩ một cách đơn giản về tội lỗi còn một bên cũng nguy hiểm khi luôn bị kiềm chế trong nỗi sợ hãi và âu lo. Cha của Ông dạy cho Ông sự khắc khổ về Đức tin của Đạo Cơ đốc trong khi mẹ Ông thì nói lên một cách nhìn sáng sủa hơn về Đức tin. Ông tự tìm kiếm sự cân bằng cho mình giữa cha và mẹ và Ông nghĩ rằng những tác phẩm của ông về cái đẹp, chân lý và Đức tin là những tác phẩm có giá trị. Đây là cách mà ông tự lý giải nó với bản thân trong tác phẩm "Two Upbuilding Discourses, 1843," và trong những bài báo của ông(1849). Ông chết mà không biết liệu mình có đạt được bất kì thành tựu nào không nhưng ông vẫn luôn có Đức tin..
Nếu như bạn đã yêu mọi người thì thì sự khác nghiệt của cuộc sống có lẽ đã dạy bạn rằng cương nghị là chưa đủ mà còn phải biết im lặng, và khi bạn đang cảm thấy thất vọng vì bị mắc kẹt tại biển nhưng không thấy đất liền, thì điều tốt nhất bạn có thể làm là đừng lôi kéo thêm người khác vào trong đó; nó cũng dạy bạn nên mỉm cười lâu nhất có thể khi có một ai đó đang tìm kiếm một lời giải thích trên gương mặt bạn, một nhân chứng. Chúng ta không phán xét bạn vì sự nghi ngờ của bạn, vì sự nghi ngờ là một cảm xúc gian trá, nó chắc chắn là rất khó để phá hủy một ai đó bằng những cái bẫy của mình. Những gì chúng ta cần ở một người hoài nghi là anh ấy nên im lặng. Những điều anh ấy nghi ngờ không làm cho anh ấy hạnh phúc- vậy tại sao lại tiết lộ cho những người khác những gì sẽ làm cho họ không hạnh phúc. Hoài nghi là một cảm xúc dai dẳng và gian trá. Nhưng tâm hồn của một người không bị kiềm giữ bởi nó quá sâu đến nỗi mà anh ta trở nên kiệm lời thì chỉ e ngại cảm xúc này, vì vậy những gì anh ấy nói không chỉ sai về mặt bản chất mà còn lại rất thô lỗ. Sự hy vọng vào Đức tin, vì vậy, là chiến thắng. Sự hoài nghi đến từ bên ngoài không thể ảnh hưởng đến nó, vì nó sẽ xúc phạm chính nó khi nói ra ngoài. Nhưng sự hoài nghi thì gian trá, bằng những cách ám muội nó lén lút đi theo mọi người, và khi Đức tin đang kì vọng vào một chiến thắng, sự hoài nghi thủ thỉ rằng sự kì vọng này là dối trá. Sự kì vọng mà không có một thời điểm và địa điểm cụ thể là một sự dối trá; Theo diễn biến này một người có thể luôn luôn chờ đợi; sự kì vọng này là một vòng tròn lẩn quẩn, tại đó tâm hồn bị lôi cuốn và từ đó nó không thể thoát a được. Trong kì vọng của Đức tin, linh hồn bị ngăn cản rời xa bản chất đa dạng của nó; nó duy trì chính nó, nhưng nó là con ác quỷ xấu xa nhất có thể xảy ra đối với con người nếu nó thoát ra khỏi cái vòng luẩn quẩn này. 
- Søren Kierkegaard, Two Upbuilding Discourses, ngày 16 tháng 5 năm 1843 

Khi mà tôi bắt đầu như một tác giả của "Either/Or", tôi chắc chắn có một ấn tượng rất lớn về sự khủng hoảng trong đức tin Cơ đốc so với bất kì mục sư nào trong đất nước. Tôi có những nỗi sợ và ám ảnh mà chắc có lẽ không ai có. Nhưng không phải vì vậy mà tôi muốn từ bỏ thiên chúa Giáo.. Không, tôi có một cách giải thích khác cho nó. Vì một điều mà tôi đã học trong thực tế từ rất sớm, đó là có nhiều người được lựa chọn để gánh chịu những nỗi đau đớn, và, vì một điều khác, tôi nhận ra mình mắc tội lỗi nhiều và vì vậy có thể Thiên Chúa giáo trong cái nhìn của tôi lại đau đớn đến vậy. Nhưng bằng sự hung dữ và sai lầm của bạn, tôi nghĩ, nếu bạn dùng nó để khủng bố người khác, có lẽ sẽ làm phiền những con người hạnh phúc và tràn đầy tình yêu thương của Đạo Thiên Chúa. Thật sự là quá xa cách với bản tính của tôi nếu tôi muốn khủng bố người khác, và vì vậy tôi vừa buồn vừa có phần tự hào vì đã làm vui lòng người khác lại cảm thấy bản thân mình tử tế đối với mọi người – giấu đi phần khủng hoảng bên trong mình. Vì vậy, tôi muốn gửi đến những người cùng thời của tôi(dù cho họ có muốn hiểu hay không) những lời ám chỉ mang tính hài hước(để có thể tạo nên một giọng nói bớt gay gắt) cái mà có thể tạo nên một loại chỉ trích nhẹ nhàng và chỉ như vậy thôi; tôi có ý định giữ lại phần nặng nề về phía tôi, như là một thập tự giá của chính mình. Tôi luôn luôn có những ngoại lệ đối với những người có tội theo một cách nghiêm khắc nhất và vì vậy bận rộn với việc khủng bố những người khác. Đây chính là lý do cho sự xuất hiện của tác phẩm "Concluding Postscript".
- Søren Kierkegaard, Journal and Papers, VI 6444 (Pap. X1 A541) (1849) (Either/Or Part II, Hong p. 451-452)